# Goffertstadion
Das Goffertstadion ist ein Fußballstadion in der niederländischen Stadt Nijmegen, Provinz Gelderland. Es ist die Heimstätte des Fußballclubs NEC Nijmegen. Es bietet 12.500 Besuchern Sitzplätze.

## Geschichte
Das Stadion mit damals 32.000 Zuschauerplätzen wurde am 8. Juli 1939 durch Prinz Bernhard der Niederlande eröffnet. Zu dem Zeitpunkt war es nach De Kuip und dem Olympiastadion Amsterdam das drittgrößte Stadion der Niederlande. Es trägt den Spitznamen Bloedkuul (deutsch Blutgrube), da die gesamten Erdarbeiten ohne Maschinen per Hand durchgeführt wurden. Insgesamt wurde 80.000 m3 Erdreich bewegt. Die Anlage war ein Projekt der Stadt. Anfänglich weigerten sich die beiden lokalen Vereine Quick und der NEC im Stadion zu spielen, da man andere Spielstätten nutze und keine Miete an die Stadt zahlen wollte.
Erst am 29. März 1942 traten der NEC und Quick vor 15.000 Zuschauern im Goffertstadion an. Im letzten Jahr des Zweiten Weltkrieges wurde die Heimspielstätte des NEC Nijmegen zerstört und der Club daraufhin das Goffertstadion immer mehr nutzte. Offiziell zog der gesamte NEC erst 1961 in das Stadion um. Seit 1952 wird die traditionelle Eröffnung der Nijmeegse Vierdaagse, die sogenannte Vlaggenparade, im Goffertstadion gefeiert. Im Jahr 1968 wurde im Spiel NEC Nijmegen gegen Ajax Amsterdam mit 32.000 Zuschauern die höchste Zuschauerzahl erreicht. Erste Renovierungen am Stadion fanden in den 1970er Jahren statt. 1978 wurde die Hazenkamptribüne überdacht. Kurz danach wurde Sicherheitszäune an den Tribünen angebracht. 1982 folgte die Sanierung des Stadionhauptgebäudes und 1985 wurde ein neues Spielerheim gebaut. Am 19. Oktober 1983 fand eine Partie im Europapokal der Pokalsieger 1983/84 zwischen dem NEC und dem FC Barcelona im De Goffert statt, was noch heute als das wichtigste im Stadion ausgetragene Spiel bezeichnet wird. Die U-21-Fußball-Europameisterschaft 2007 machte u. a. im Goffertstadion Station.
Am 25. Januar 2000 wurde das Stadion nach umfangreichen Umbaumaßnahmen mit einer Lasershow feierlich wiedereröffnet. Das anschließende Freundschaftsspiel zwischen dem NEC und dem RSC Anderlecht gewann Nijmegen mit 3:1. Das Stadion hat nun eine Zuschauerkapazität von 12.500 Sitzplätzen und 14 Logen, die nicht durch Zäune, sondern durch Gräben vom Spielfeld getrennt sind. Daneben gehören eine vollständige Überdachung und eine Rasenheizung zu den Ausstattungsmerkmalen nach dem Umbau.
Ende November 2017 vereinbarte der NEC mit der Stadt Nijmegen den Kauf des Stadions für 7,6 Mio. Euro. Für die Nutzung des Grundstücks zahlt der Verein jährlich 60.000 Euro an die Stadt, ansonsten hätte der NEC 12 Mio. für beides zahlen müssen. Die Vereinbarung gilt bis zum Ende 2019. Der Verein muss noch Investoren finden, um die Finanzierung zu klären.
Der vordere Teil der Gästetribüne brach am 17. Oktober 2021 beim Derby gegen Vitesse Arnhem (0:1) zusammen, nachdem die Gästefans hüpfend den Sieg feierten. Es wurde niemand verletzt. Da man nicht wusste, was den Einsturz auslöste, wurde das Goffertstadion bis auf Weiteres geschlossen. Die Stadt hat ein externes Unternehmen mit der Untersuchung beauftragt.

## Länderspiele

### Spiele der niederländischen Fußballnationalmannschaft der Männer
De Goffert war Schauplatz dreier Spiele der niederländischen Nationalmannschaft der Männer.
- 03. Sep. 1975:  Niederlande –  Finnland 4:1 (Qualifikation zur Fußball-EM 1976)
- 31. Aug. 1977:  Niederlande –  Island 4:1 (Qualifikation zur Fußball-WM 1978)
- 20. Sep. 1978:  Niederlande –  Island 3:0 (Qualifikation zur Fußball-EM 1980)

### Spiele der niederländischen Fußballnationalmannschaft der Frauen
Bisher trat die niederländischen Nationalmannschaft der Frauen zwei Mal in Nijmegen an.
- 20. Aug. 2014:  Niederlande –  Brasilien 0:0 (Freundschaftsspiel)
- 28. Nov. 2017:  Niederlande –  Irland 0:0 (Qualifikation zur Fußball-WM 2019)

### Spiele der U-21-Fußball-Europameisterschaft 2007
- 11. Juni 2007, Gruppe B:  Serbien –  Italien 1:0
- 14. Juni 2007, Gruppe B:  Tschechien –  Serbien 0:1
- 17. Juni 2007, Gruppe B:  England –  Serbien 2:0
- 21. Juni 2007, Entscheidungsspiel für die Olympischen Spiele:  Portugal –  Italien 0:0 n. V., 3:4 i. E.

## Galerie

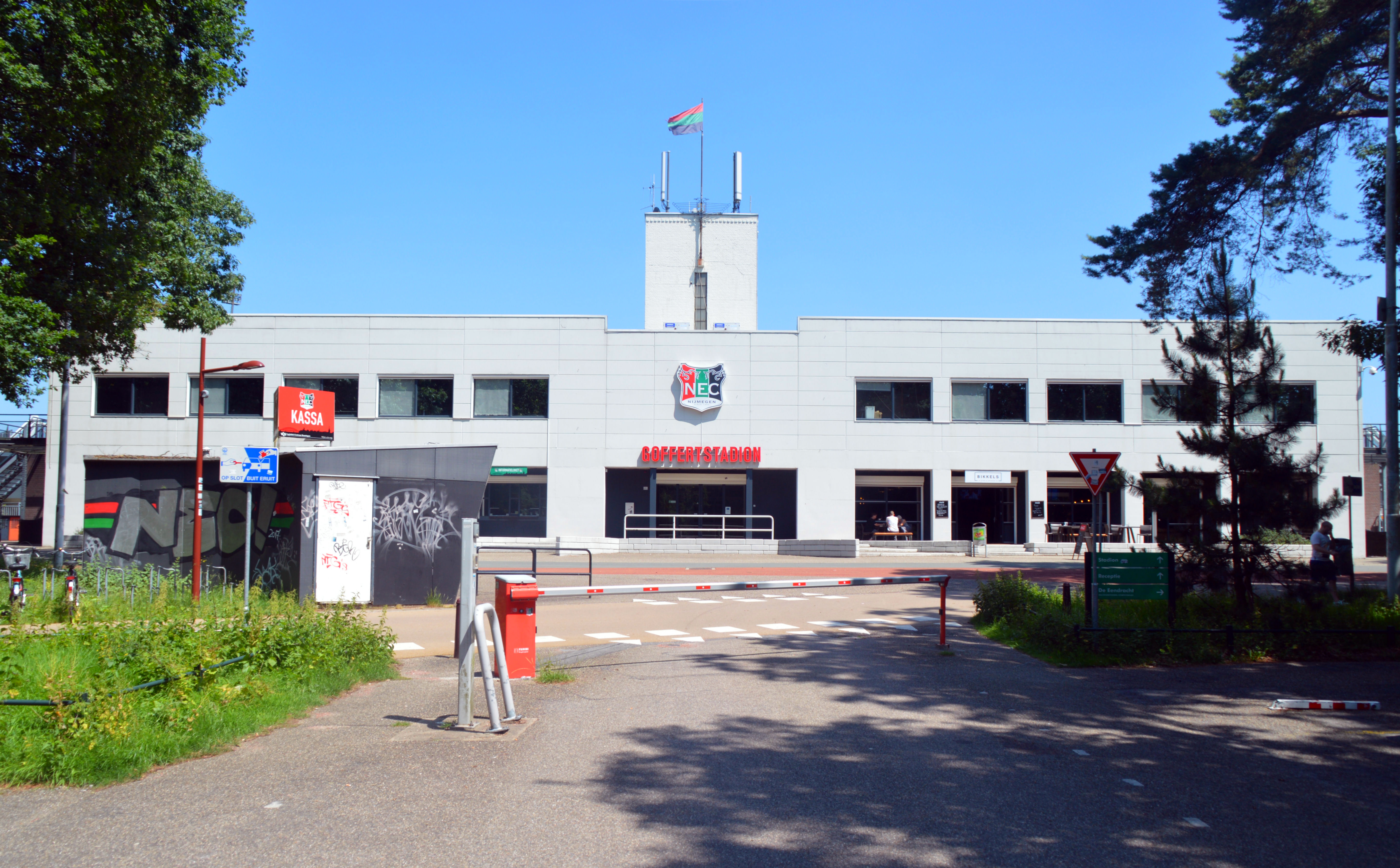
Das Stadion im Juni 2018
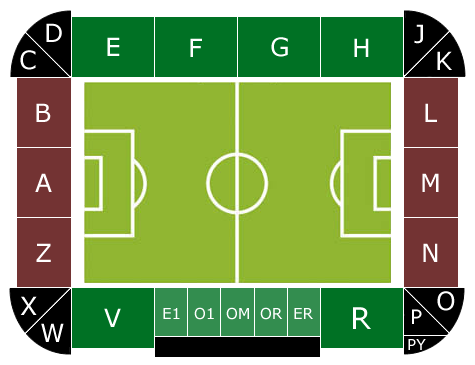
Sitzplan des Stadions – Block B ist der Gästeblock
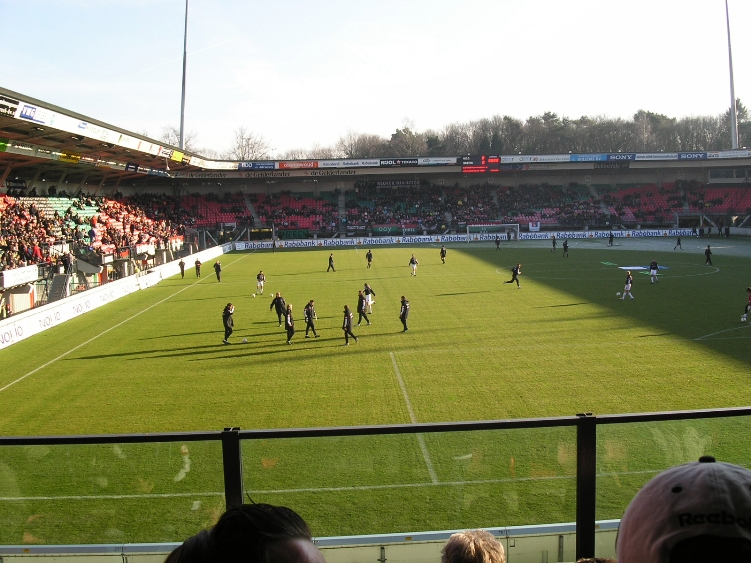
Bei einem Spiel
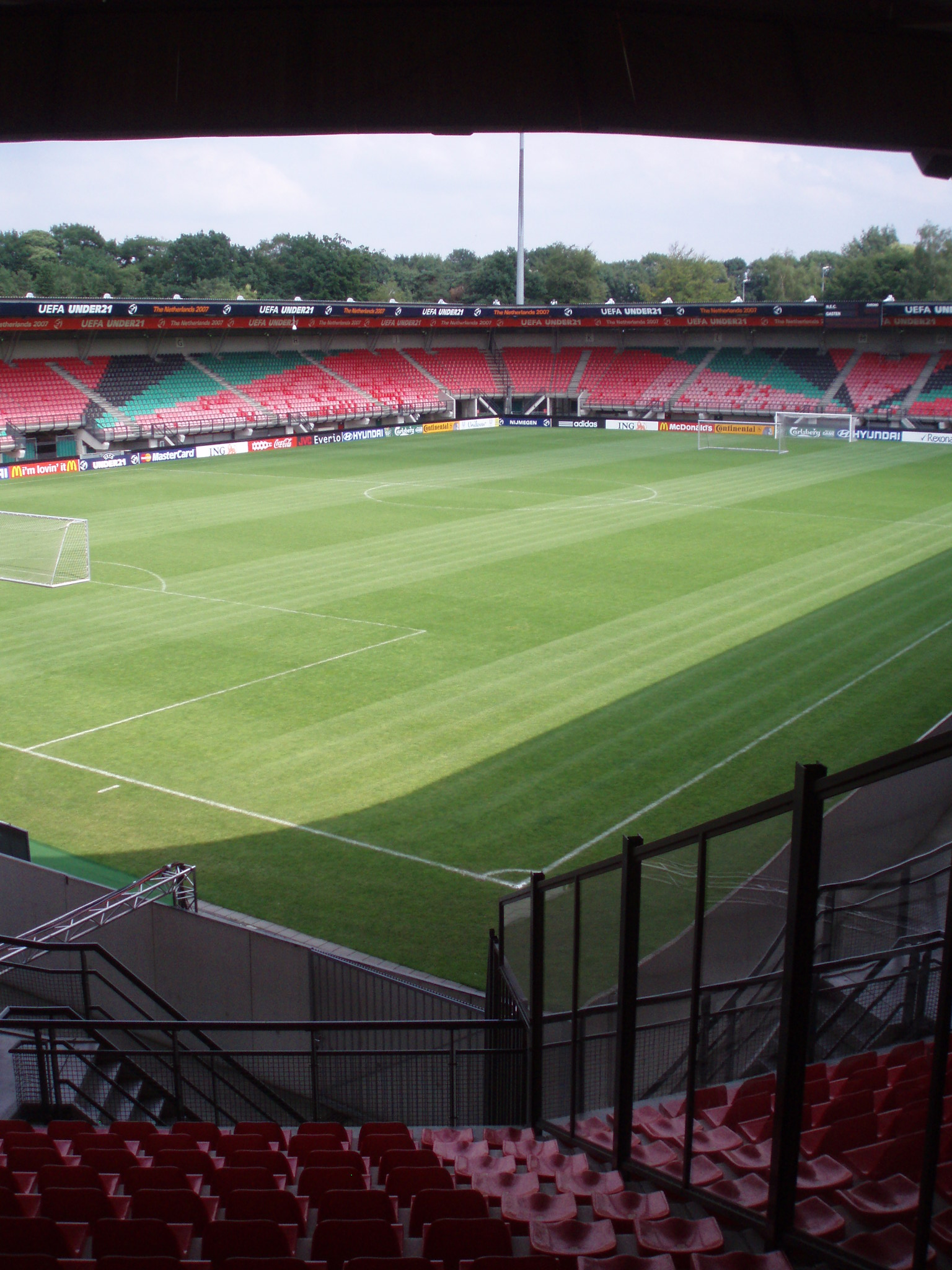
Das Stadion im Juni 2007